# اسلاموو
اسلاموو (به لاتین: Islamovo) یک منطقهٔ مسکونی در روسیه است که در باشقیرستان واقع شده‌است.